# ファウルカップ

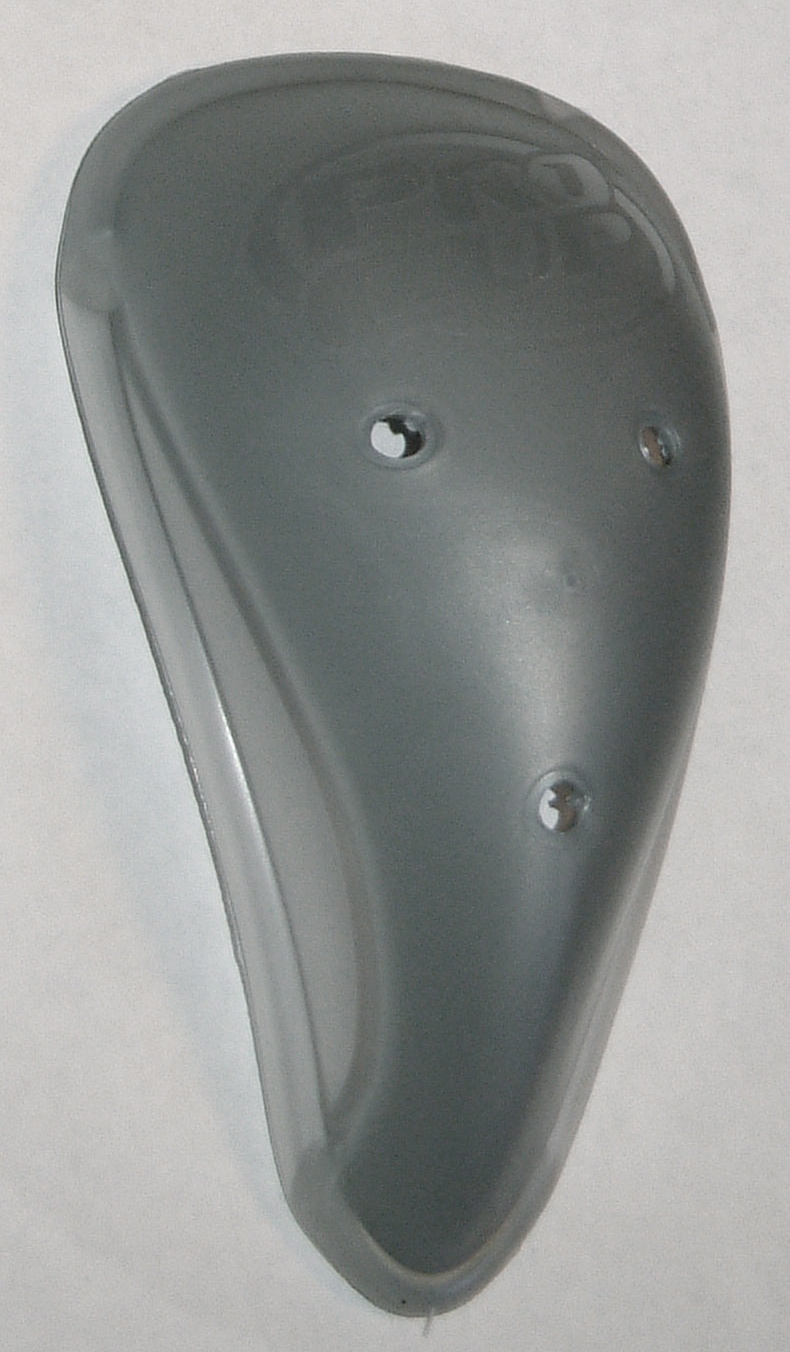
ファウルカップの一例

ファウルカップ（英語 groin protector、Groin Guard）は、野球や格闘技などで使われる防具である。
ここでは野球で使われるファウルカップのみを扱う。

## 概要
野球では、ボールが局部を衝突した際の衝撃から守るために捕手が着用する。セーフティカップとも呼ばれるほか、つける場所・理由から、俗に金カップ、キンカップ、ちんカップなどとも呼ばれる。サイズはメーカーによって異なるため一概に言えない。ボクシング界では「ノーファウルカップ」とも呼ばれる。

## 種類
ファウルカップにはレギュラー型およびテーパー型の2種類が存在する。
レギュラー型は横幅が広く縦が低い。テーパー型は横幅が狭く縦が高い。

## 着用方法
スライディングパンツなどの下着の上からつける。